# Michael Chiklis
Michael Charles Chiklis (Lowell, 1963. augusztus 30. –) Golden Globe- és Primetime Emmy-díjas amerikai színész, televíziós rendező és televíziós producer. 

## Élete
Chiklis a massachusettsi Lowellben született. Édesanyja, Katherine (születési nevén Vousboukis) kórházi adminisztrációs asszisztens, édesapja, Charlie Chiklis pedig egy fodrász/szépségszalont vezet. Chiklisről azt állítják, hogy színészi képességeit édesanyjától örökölte. Édesapja második generációs görög-amerikai (felmenői Leszboszról származnak), édesanyja görög és ír származású. Chiklis a Massachusetts állambeli Andoverben nőtt fel, és 5 éves korában kezdte el szórakoztatni családját hírességek utánzásával. Gyermekként regionális színházi produkciókban szerepelt, és 13 évesen tagja lett az Actors' Equity Association-nek. Kilencedik osztályban az Andover High School M*A*S*H című produkciójában Hawkeye Pierce-t alakította. A Bostoni Egyetem Képzőművészeti Főiskoláján szerzett Bachelor of Fine Arts diplomát.

## Magánélete
Chiklis 1992. június 21-én vette feleségül Michelle Epsteint, és két lányuk született: Autumn (sz. 1993), és Odessa (sz. 1999). Autumn játszotta Vic Mackey lányát, Cassidyt a Kemény zsarukban.
Egész életében képregényrajongó volt, és ritkán utasítja vissza a gyerekek autogramkérését. A Fantasztikus Négyes film DVD-kommentárja szerint a Lény hangjának sokszori megszólaltatásától rekedtté vált.
Az Amerikai Horror Story: Rémségek cirkusza című sorozatban való szereplése után Chiklis azt mondta Larry Kingnek, hogy nem élvezte a munkát a sorozatban: "Ez volt pályafutásom egyik legsötétebb éve. Azt hiszem, az egy dolog, hogy egy horrorfilmet két hónap vagy valami hasonló alatt csinálsz, de hat hónapig benne élni, nem is tudom, milyen volt. Talán azért, mert én egy empatikus ember vagyok, és néha elkezdek dolgokat felvállalni. De annyira sötét volt, és annyira kellemetlen."
A 'The Talk' 2021. január 12-i epizódjában Chiklis felfedte a harcművészetek iránti szenvedélyét, és azzal büszkélkedett, hogy nemrégiben sárga övet szerzett karatéban.

## Filmográfia

### Film
| Év   | Magyar cím                               | Eredeti cím                                | Szerep                             | Magyar hang      |
| ---- | ---------------------------------------- | ------------------------------------------ | ---------------------------------- | ---------------- |
| 1989 |                                          | Wired                                      | John Belushi                       |                  |
| 1990 | Gyilkos az esőben                        | The Rain Killer                            | Reese                              | Bácskai János    |
| 1995 | Nixon                                    | Nixon                                      | TV igazgató                        | Wohlmuth István  |
| 1998 | Ép testben...                            | Body and Soul                              | 'Tiny' O'Toole                     |                  |
| 1998 |                                          | Taxman                                     | Andre Rubakov                      |                  |
| 1998 | A katona                                 | Soldier                                    | Jimmy Pig                          | Bata János       |
| 1999 |                                          | Carlo's Wake                               | Marco                              |                  |
| 1999 |                                          | St. Michael's Crossing                     | Benjamin Arensen                   |                  |
| 1999 |                                          | Last Request (rövidfilm)                   | Victim                             |                  |
| 1999 | Szó nélkül                               | Do Not Disturb                             | Hartman                            | Csuja Imre       |
| 2001 | Chihiro Szellemországban                 | Spirited Away                              | Chihiro apja (hangja)              |                  |
| 2002 | Hüvelyk Matyi és Hüvelyk Panna kalandjai | The Adventures of Tom Thumb and Thumbelina | Webster király (hangja)            | Forgács Gábor    |
| 2005 | Fantasztikus Négyes                      | Fantastic Four                             | Ben Grimm / A lény                 | Csuja Imre       |
| 2007 | Rajzás                                   | Rise: Blood Hunter                         | Clyde Rawlins                      | Barbinek Péter   |
| 2007 | A Fantasztikus Négyes és az Ezüst Utazó  | Fantastic Four: Rise of the Silver Surfer  | Ben Grimm / A lény                 | Csuja Imre       |
| 2008 | Sasszem                                  | Eagle Eye                                  | George Callister védelmi miniszter | Jakab Csaba      |
| 2008 |                                          | The Legend of Secret Pass                  | Calabar (hangja)                   |                  |
| 2010 |                                          | High School                                | Dr. Leslie Gordon                  |                  |
| 2013 | Parker                                   | Parker                                     | Melander                           | Berzsenyi Zoltán |
| 2013 |                                          | Pawn                                       | Derrick                            |                  |
| 2014 | Csapatjáték                              | When the Game Stands Tall                  | Terry Eidson                       | Besenczi Árpád   |
| 2016 | Az újrakezdés                            | The Do-Over                                | Carmine                            |                  |
| 2016 |                                          | Rupture                                    | Kopasz férfi                       |                  |
| 2017 |                                          | Fallen (dokumentumfilm)                    | Narrátor                           |                  |
| 2018 | 1985                                     | 1985                                       | Dale Lester                        |                  |
| 2018 | Utcakölykök                              | Mutafukaz                                  | krokodil (hangja)                  |                  |
| 2019 | Fejvesztve                               | 10 Minutes Gone                            | Frank                              | Epres Attila     |
| 2020 | Hubie, a halloween hőse                  | Hubie Halloween                            | Dave atya                          | Faragó András    |
| 2021 | Ne nézz fel!                             | Don't Look Up                              | Dan Pawketty                       |                  |

### Videójáték
| Év   | Cím            | Szerep             | Megjegyzés                         |
| ---- | -------------- | ------------------ | ---------------------------------- |
| 2005 | Fantastic Four | Ben Grimm / A lény | Az azonos című film alapján        |
| 2007 | The Shield     | Vic Mackey         | Az azonos című tévésorozat alapján |

### Színház
| Év   | Cím                   | Szerep | Megjegyzés   |
| ---- | --------------------- | ------ | ------------ |
| 1997 | Defending the Caveman | -      | One-man show |